# دهستان نخلستان (خور و بیابانک)
دهستان نخلستان نام دهستانی در بخش مرکزی شهرستان خور و بیابانک در استان اصفهان ایران است. براساس سرشماری مرکز آمار ایران در سال ۱۳۸۵، جمعیت آن ۲۳۹۶ نفر (۷۴۰ خانوار) بوده‌است.